# Zagreb Indoors 2015
Lo Zagreb Indoors 2015, noto anche come PBZ Zagreb Indoors per motivi di sponsorizzazione è stato un torneo di tennis giocato sul cemento indoor nella categoria ATP World Tour 250 series nell'ambito dell'ATP World Tour 2015. È stata la 10ª edizione dello Zagreb Indoors. Si è giocato a Zagabria in Croazia dal 2 all'8 febbraio 2015.

## Partecipanti

### Teste di serie
| Nazionalità | Atleta                 | Ranking* | Testa di serie |
| ----------- | ---------------------- | -------- | -------------- |
| Croazia     | Ivo Karlović           | 27       | 1              |
| Francia     | Adrian Mannarino       | 36       | 2              |
| Spagna      | Guillermo García López | 37       | 3              |
| Lussemburgo | Gilles Müller          | 42       | 4              |
| Italia      | Andreas Seppi          | 46       | 5              |
| Russia      | Michail Južnyj         | 49       | 6              |
| Serbia      | Viktor Troicki         | 54       | 7              |
| Spagna      | Marcel Granollers      | 58       | 8              |

* Ranking al 19 gennaio 2015.

### Altri partecipanti
I seguenti giocatori hanno ricevuto una wildcard per il tabellone principale:
- Toni Androić
- Mate Delić
- Antonio Veić

I seguenti giocatori sono passati dalle qualificazioni:

- Matthias Bachinger
- Michael Berrer
- Frank Dancevic
- Illja Marčenko

## Punti e montepremi
| Torneo    | Torneo              | V      | F      | SF     | QF     | 2T    | 1T    | Q  | Q3  | Q2  | Q1 |
| Singolare | Punti               | 250    | 150    | 90     | 45     | 20    | 0     | 12 | 6   | 0   | 0  |
| Singolare | Premi in denaro ($) | 80.000 | 42.100 | 22.800 | 12.990 | 7.655 | 4.535 | –  | 730 | 350 | 0  |
| Doppio    | Punti               | 250    | 150    | 90     | 45     | 0     | –     | –  | –   | –   | –  |
| Doppio    | Premi in denaro ($) | 24.280 | 12.760 | 6.920  | 3.960  | 2.320 | –     | –  | –   | –   | –  |

## Campioni

### Singolare
Guillermo García López ha sconfitto in finale  Andreas Seppi per 7–6(4), 6-3
- È il quarto titolo in carriera per García-López, il primo del 2015.

### Doppio
Marin Draganja /  Henri Kontinen hanno sconfitto in finale  Fabrice Martin /  Purav Raja per 6-4, 6-4.